# Риолит
Риоли́т (от греч. ρεω — течь и λίθος — камень) — магматическая вулканическая горная порода кислого состава, нормального ряда щелочности из семейства риолитов. Является вулканическим аналогом гранита. Основная масса породы стекловатая, содержит вкрапленники кварца, плагиоклаза, санидина (иногда биотита, роговой обманки, магнетита).

## История
Устаревшее название — липари́т (от итал. Lipari — Липарские острова, по месту первой находки).
Встречается в виде лавовых потоков, вулканических куполов (в Армении), пепловых накоплений.
Распространена во всех вулканических областях мира.

## Описание
Породы белого цвета, чаще с различными оттенками, зависящими от вкрапленников и минерального состава. Структура пород в основной массе стекловатая, порфировая, реже скрытозернистая, тонкозернистая. Текстура мелкопористая. Плотность 2,3—2,5 г/см3. На сколе неровный, шероховатый излом.

## Состав
Средний химический состав:
| SiO2  | 73—78 %   |
| TiO2  | 0,1—0,3 % |
| Al2O3 | 12—15 %   |
| Fe2O3 | 0,1—2 %   |
| FeO   | 0,5—2 %   |
| MgO   | 0,1—1 %   |
| CaO   | 0,3—3 %   |
| Na2O  | 2—4 %     |
| K2O   | 1—6 %     |

## Разновидности
Обсидиан — стекловатая (почти без вкрапленников) разновидность риолита тёмного, бурого, коричневого и чёрного цвета. Перлит — скорлуповатая разновидность обсидиана. Пемза — светлая, очень пористая, лёгкая разновидность риолита, образующаяся в результате подводных извержений. Пехштейн — чёрное, красное, бурое, зеленоватое, иногда желтоватое, реже белое вулканическое стекло со смоляным блеском.